# CA Torque
A CA Torque, 2007-ben alapított uruguayi labdarúgó egyesület Montevideóból. 2017. április 6-án a City Football Group megvette a klubot.

## Története
A klubot 2007. december 26. Raúl Aquino Reynoso alapította meg. A 2008–09-es szezontól kezdve az Uruguayi labdarúgó-szövetség rendszerébe kerültek. A 2011–12-es szezonban megnyerték az uruguayi harmadosztályt. 2017. április 6-án a City Football Group megvette a klubot, így testvér csapata lett a Manchester City, a New York City, a Melbourne City, a Girona és a Jokohama F. Marinos csapatainak. A 2017-es szezonban megerősödött a klub, az uruguayi korosztályos válogatott Jonathan Cubero és a venezuelai válogatott Nahuel Ferraresi is érkezett. A másodosztályt megnyerték és történelmük során először feljutottak az élvonalba.

## Keret

### Jelenlegi keret
2018. március 6-i állapot szerint.
| # |     | Poszt | Név                  |
| - | --- | ----- | -------------------- |
|   | URU | K     | Maximiliano Lauz     |
|   | URU | K     | Mathías Cubero       |
|   | URU | K     | Ignacio Barrios      |
|   | URU | K     | Jhonatan Benítez     |
|   | URU | K     | Cristopher Fiermarin |
|   | VEN | V     | Nahuel Ferraresi     |
|   | URU | V     | Facundo Mallo        |
|   | URU | V     | Santiago Etchebarne  |
|   | ARG | V     | Martín Bonjour       |
|   | URU | V     | Matías Lazo          |
|   | URU | V     | Mauricio Gómez       |
|   | URU | V     | Andrew Teuten        |
|   | URU | V     | Yonatthan Rak        |
|   | URU | KP    | Leandro Ezquerra     |
|   | URU | KP    | Leonardo País        |
|   | URU | KP    | Gonzalo Sena         |
|   | URU | KP    | Gastón Vitancurt     |

| # |     | Poszt | Név                |
| - | --- | ----- | ------------------ |
|   | URU | KP    | Agustín Olivera    |
|   | URU | KP    | Álvaro Brun ()     |
|   | COL | KP    | Javier Calle       |
|   | URU | KP    | Darío Pereira      |
|   | COL | KP    | Kevin Angulo       |
|   | URU | KP    | Maximiliano Nandín |
|   | URU | KP    | Santiago Scotto    |
|   | URU | KP    | Agustín González   |
|   | URU | KP    | Ignacio Neira      |
|   | COL | CS    | Jhoaho Hinestroza  |
|   | URU | CS    | Giorginho Aguirre  |
|   | ARG | CS    | Matías Roskopf     |
|   | URU | CS    | Mathías Saavedra   |
|   | URU | CS    | Maximiliano Noble  |
|   | URU | CS    | Renzo Rolfo        |
|   | URU | CS    | Miguel Puglia      |

## Sikerlista
- Uruguayi másodosztály (1): 2017
- Uruguayi harmadosztály (1): 2011–12